# Erannis nigrilinearia
Erannis nigrilinearia är en fjärilsart som beskrevs av John Henry Leech 1897. Erannis nigrilinearia ingår i släktet Erannis och familjen mätare. Inga underarter finns listade i Catalogue of Life.